# But I'm a Cheerleader
But I'm a Cheerleader  es una película estadounidense de 1999 perteneciente al género de la comedia romántica y satírica dirigida por Jamie Babbit y escrita por Brian Wayne Peterson. Está protagonizada por Natasha Lyonne en el rol de Megan Bloomfield, una chica aparentemente feliz y heterosexual. Es además una de las animadoras de su colegio secundario. Su familia y amigos están convencidos de que es lesbiana, y se organizan para darle a entender que tiene un problema, lo que culminará en su marcha a una institución especializada en la terapia de reorientación sexual para "curar" su homosexualidad. En la institución, Megan no tarda en darse cuenta de que efectivamente es lesbiana y, a pesar de la terapia, poco a poco aceptará este hecho. El resto del reparto lo configuran Clea DuVall, Cathy Moriarty, RuPaul, Mink Stole y Bud Cort.
But I'm a Cheerleader fue el primer largometraje de Babbit. Se inspiró en un artículo sobre la terapia de reorientación sexual, y su propia experiencia en la infancia con los programas de rehabilitación de drogadictos. Emplea la historia de una joven mujer descubriendo su identidad sexual, para explorar la construcción social de los roles de género y la heteronormatividad. El vestuario y los escenarios de la película acentúan estos temas utilizando texturas artificiales en tonos azules y rosas intensos.
Cuando la película fue catalogada como NC-17 (No Children 17 and Under Admitted: prohibida a menores de 17 años) por la Motion Picture Association of America (MPAA), Babbit realizó ciertos cortes para que pudiera ser recatalogada como R (Restricted: «restringida», apta para menores acompañados por adultos). En una entrevista en la película documental This Film Is Not Yet Rated, Babbit criticó a la MPAA por discriminar a las películas con contenido homosexual. La película no fue bien recibida por los críticos, que la compararon desfavorablemente con las películas de John Waters y criticaron el diseño de producción tan colorido. Los actores principales recibieron muchos elogios por sus actuaciones, pero algunos de los personajes fueron descritos como estereotipados.

## Argumento
La película presenta a Megan (Lyonne), una estudiante de 17 años, a la que le encanta animar (en inglés, cheerleading) y que tiene en una relación estable con su novio Jared. A ella no le gusta besarle, y prefiere mirar a sus compañeras cheerleaders. Su familia y amigos sospechan que Megan es lesbiana, y con la ayuda del ex gay Mike (RuPaul), la 'acorralan' y le enseñan la evidencia de la que disponen. Tras esta confrontación, los padres de Megan la envían a True Directions (La dirección verdadera o correcta, en español), una institución que realiza terapia de reorientación sexual, que consiste en un programa de cinco pasos (parecido al de los 12 pasos de Alcohólicos Anónimos) para convertir a sus seguidores en heterosexuales.
En True Directions, Megan conoce a la fundadora, Mary Brown (Moriarty), a su hijo Rock y al resto de jóvenes que intentan curar allí su homosexualidad. Ante Mary y los demás, Megan se da cuenta de que efectivamente es lesbiana. Este hecho, que va en contra de sus creencias religiosas, le causa un gran dolor, y decide poner todas sus energías para convertirse en heterosexual. Al poco tiempo de estancia en True Directions, Megan sorprende a dos de los chicos, Dolph y Clayton, haciendo el amor. Ella se deja llevar por el pánico y grita, lo que hace que Mike les descubra, que Dolph deba abandonar la institución, y que Clayton sea castigado y forzado a estar en aislamiento.
El programa de True Directions incluye que los participantes admitan su homosexualidad, que redescubran su identidad de género realizando tareas estereotipadas asociadas al género, que encuentren la raíz de su homosexualidad, que desmitifiquen al sexo opuesto y que simulen tener sexo heterosexual. Durante el transcurso del programa, Megan se hace amiga allí de otra chica, la estudiante universitaria Graham (DuVall). El grupo de participantes recibe ayuda de dos de sus ex alumnos para rebelarse contra Mary. Los ex ex gays Larry y Lloyd llevan a los jóvenes a un bar gay local donde la relación de Megan y Graham se transforma en un romance. Cuando Mary descubre la escapada nocturna, lleva a todos los jóvenes a protestar con pancartas y gritar frases homófobas delante de la casa de Larry y Lloyd.
Megan y Graham se escapan una noche para hacer el amor. Cuando Mary lo descubre, Megan no se arrepiente de lo sucedido, porque ya ha llegado a una aceptación de su identidad sexual. Es expulsada de True Directions y se va a vivir con Larry y Lloyd, puesto que sus padres no la admiten en casa. Graham tiene miedo de enfrentarse a su padre y se queda en True Directions. Megan y Dolph, que se había ido a vivir con Larry y Lloyd también, planean reconquistar a Graham y Clayton, y acuden a la ceremonia de graduación donde Megan actúa como animadora para Graham y le declara su amor. Las dos se van con Dolph y Clayton, y la escena final muestra a los padres de Megan (Stole y Cort) acudiendo a una reunión de PFLAG para aceptar la homosexualidad de su hija.

## Reparto y personajes

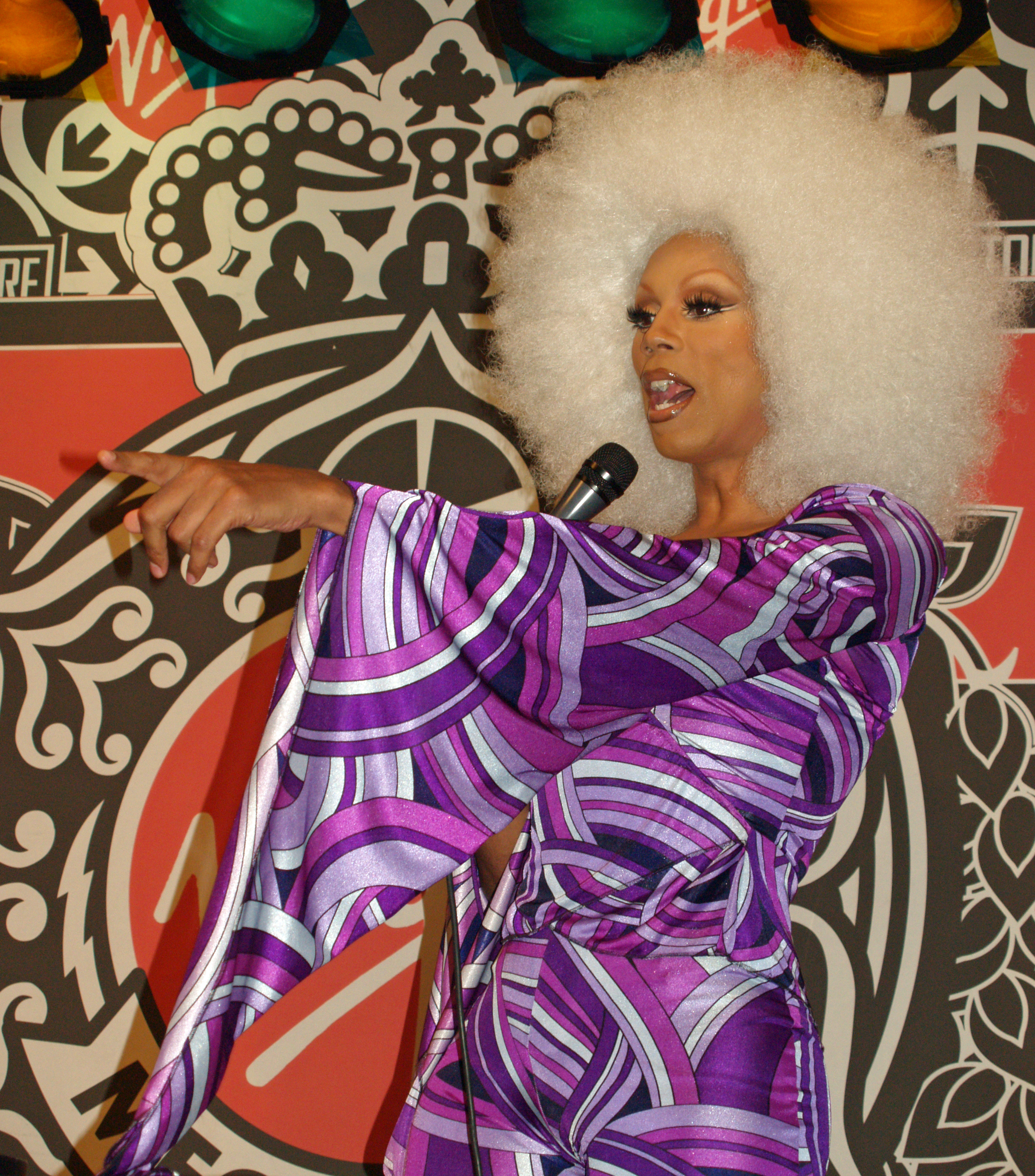
RuPaul interpreta a Mike.

- Natasha Lyonne como Megan Bloomfield. Ante las crecientes pruebas sobre su homosexualidad, Megan se defiende en True Directions señalando «Tengo buenas notas, voy a misa, soy una animadora», como muestra irrefutable de su heterosexualidad.[1]
- Clea DuVall como Graham Eaton, una estudiante universitaria e hija de padres adinerados que amenazan con desheredarla si no cambia su orientación sexual. Graham está cómoda con su propia sexualidad, pero tiene miedo de vivir abiertamente como una lesbiana.[2]
- Cathy Moriarty como Mary J. Brown, la fundadora de True Directions. Aunque no se menciona en la película, Babbit tenía como historia de fondo para Mary el hecho de que su marido era un homosexual que se había marchado a San Francisco.[2] Como consecuencia, su misión en la vida es ayudar a los jóvenes homosexuales a convertirse en heterosexuales. Moriarty describe a su personaje como «Sandra Dee con un subidón de crack».[3]
- RuPaul como Mike, ex gay y hombre de confianza de Mary. Mike lleva una camiseta que dice '¡Ser hétero es estupendo!' e intenta que los chicos de True Directions se vuelvan más masculinos.
- Mink Stole como Nancy Bloomfield, la madre de Megan. Los padres de Megan son cristianos que desean que Megan siga el camino en la vida que creen que Dios ha dispuesto para ella.
- Bud Cort como Peter Bloomfield, el padre de Megan.
- Melanie Lynskey como Hilary Vandermuller, que se adhiere a todas las normas de True Directions y se gradúa.
- Joel Michaely como Joel Goldberg, un joven judío que desesperadamente quiere ser heterosexual y que eventualmente se gradúa en True Directions.
- Kip Pardue como Clayton Dunn, un joven tranquilo.
- Katharine Towne como Sinead Laren, una chica gótica que dice que le gusta el dolor. A Sinead le atrae Graham, y posteriormente está celosa de la relación entre ésta y Megan. A pesar de esto, Sinead se gradúa de True Directions.
- Douglas Spain como Andre, que se describe como «actor, bailarín, homosexual».[4] No consigue convencer a Mary de su heterosexualidad y se le pide que abandone True Directions antes de la graduación.
- Eddie Cibrian como Rock Brown, el hijo pasivo de Mary. Rock hace pequeños trabajos de mantenimiento en la institución, y aunque supuestamente es heterosexual parece estar atraído por Mike.[5]
- Dante Basco como Dolph, un luchador universitario que comienza una relación con Clayton. Cuando le expulsan se va a vivir con Larry y Lloyd.
- Katrina Phillips como Jan, una jugadora de softball que ha sido enviada a True Directions por su aspecto masculino. Jan eventualmente se da cuenta de que es heterosexual y abandona True Directions.
- Richard Moll como Larry Morgan-Gordon, ex ex gay y uno de los ex alumnos de Mary que lleva lo que Megan denomina «el servicio underground homosexual»[4] con su pareja Lloyd. Intentan proporcionar a los jóvenes de True Directions un punto de vista alternativo sobre la homosexualidad con viajes al bar gay local. Babbit basó los personajes de Larry y Lloyd en los ex ex gais Michael Bussee y Gary Cooper, antiguamente pertenecientes a Exodus International.[6]
- Julie Delpy como una lesbiana que Megan conoce en un bar gay y con quien baila.
- Wesley Mann como Lloyd Morgan-Gordon, ex ex gay y pareja de Larry.
- Brandt Wille como Jared, el novio de Megan y jugador de rugby.
- Michelle Williams como Kimberly, capitana de las animadoras y amiga de Megan. Kimberly sospecha que Megan es lesbiana y participa en la reunión de familia y amigos en la que muestran pruebas de su homosexualidad a Megan.
- Ione Skye como Kelly, lesbiana reformada en el video promocional de True Directions.

## Historia y producción
But I'm a Cheerleader fue la primera película larga de Babbit. Anteriormente había dirigido dos cortometrajes, Frog Crossing (1996) y Sleeping Beauties (1999), proyectados ambos en el Festival de Cine de Sundance. Posteriormente dirigió el thriller de 2005 The Quiet y la comedia de 2007 Itty Bitty Titty Committee. Babbit y Sperling (como productor) consiguieron que Michael Burns (entonces vicepresidente de Prudential Insurance) les asegurara la financiación necesaria tras enseñarle el guion en Sundance. Según Babbit, el pitch de la película sería la frase «Dos chicas de instituto se enamoran en una institución de terapia de reorientación sexual». Burns les concedió un presupuesto inicial de 500,000 dólares, que posteriormente se incrementó a un millón cuando la película entró en la fase de producción.

### Concepción
Babbit, cuya madre gestionaba un refugio llamado New Directions para gente joven con problemas de alcohol y drogas, quería realizar una comedia sobre la rehabilitación y el programa de los 12 pasos. Tras leer un artículo sobre un hombre que había salido odiándose a sí mismo de una institución de terapia de reorientación sexual, decidió combinar ambas ideas. Con su novia Andrea Sperling, llegó a la idea de realizar una película de cine sobre una animadora que acude a una institución de terapia de reorientación sexual. Querían que la protagonista principal fuera una animadora porque es «el arquetipo del sueño americano, y del sueño americano sobre la feminidad». Babbit quería que la película representara la experiencia lésbica desde la perspectiva femme para contrastarla con varias películas que habían adoptado la perspectiva butch como Go Fish y The Watermelon Woman). También deseaba realizar una sátira de la derecha religiosa y la comunidad gay.
Como no se sentía cualificada para redactar el guion ella misma, Babbit contrató al guionista y recién graduado de USC School of Cinematic Arts Brian Wayne Peterson. Peterson tenía experiencia con la terapia de reorientación sexual al haber trabajado en una clínica de prisión para criminales sexuales. Él dijo que quería realizar una película que no solo entretuviera a la gente, sino que les hiciera enfadarse y hablar de los temas que trataba.

### Escenarios y diseño de vestuarios
Babbit señaló que las influencias en que se basó para la imagen y feeling de la película incluyeron a John Waters, David LaChapelle, Edward Scissorhands y Barbie.
Ella quería que la producción y diseño de vestuario reflejaran los temas de la película. Existe una progresión desde el mundo orgánico de la ciudad natal de Megan (donde los colores dominantes son el naranja y el marrón) hasta el mundo artificial de True Directions (dominado por rosas y azules intensos, que buscan mostrar la artificiosidad de la construcción de género). Según Babbit, la fobia a los gérmenes de Mary Brown representa la paranoia sobre el sida, y su mundo ordenado y limpio se encuentra lleno de flores de plástico y falsos disfraces de PVC. Las tomas externas de la casa de colores con valla de color rosa intenso incluida se rodaron en Palmdale, California.

### Casting
Babbit reclutó a Clea DuVall, que había sido la protagonista de su cortometraje Sleeping Beauties, para interpretar el papel de Graham Eaton. Babbit ha dicho que consiguió hacerse con la mayor parte del reparto a través de DuVall, incluyendo a Natasha Lyonne y Melanie Lynskey. Lyonne leyó el guion por primera vez en el coche de DuVall y seguidamente contactó a su agente a raíz de ello. Ella había disfrutado del corto Sleeping Beauties y tenía ganas de trabajar con Babbit. No fue sin embargo la primera opción para el papel de Megan. Una actriz cuyo nombre no se conoce quería interpretar el papel pero finalmente lo rechazó por sus fuertes creencias cristianas y porque no quería que su familia viera su cara en el cartel promocional. Babbit consideró por un tiempo a Rosario Dawson para el papel de Megan, pero su productor ejecutivo la persuadió de que Dawson, que es hispana, no sería la mejor elección para un personaje típicamente estadounidense.
Babbit hizo un esfuerzo concienzudo para elegir a personas de color para los papeles pequeños, para combatir lo que denomina «racismo en todos los niveles de la realización de películas».
Desde el principio tuvo la intención de que los personajes de Mike (interpretado por RuPaul), Dolph (Dante Basco) y Andre (Douglas Spain) fueran afroamericano, asiático e hispano, respectivamente. Consideró inicialmente a Arsenio Hall para el papel de Mike, pero por lo visto Hall se sentía incómodo interpretando un papel de temática gay. Como Mike, RuPaul realiza una de sus escasas participaciones en una película desde el mundo drag.

## Temas
But I'm a Cheerleader no solo trata sobre la sexualidad, sino que también aborda la construcción social de los roles de género. Una de las maneras en las que Babbit resaltó lo que ella denominaba la artificialidad de la construcción de género fue mediante el uso de azules y rosas intensos en la producción y diseño de vestuario. En Contemporary American Independent Film, Chris Holmlund señala esta característica de la película y califica al vestuario de «adaptado-al-género». Ted Gideonse en la revista Out, dice que el vestuario y los colores de la película muestran lo falsos que son los objetivos de True Directions.
Los roles de género se refuerzan aún más con las tareas que deben realizar los seguidores de la terapia en el «Paso 2: Redescubriendo tu identidad de género». Nikki Sullivan en A Critical Introduction to Queer Theory señala que este redescubrimiento se muestra como algo difícil y sin éxito en lugar del descubrimiento natural de su heterosexualidad latente. Sullivan dice que la película no solo muestra las maneras en que se construye la sexualidad y el género, sino que también toma las normas y verdades de la sociedad heteronormativa y las convierte en algo extraño o raro. Holmlund señala que Babbit hace que los personajes heterosexuales parezcan menos normales y menos atractivos que los homosexuales. Sullivan dice que este desafío a la heteronormatividad hace que But I'm a Cheerleader sea una ejemplificación de la queer theory.

## Calificación y distribución
La película recibió originalmente una calificación de NC-17 (prohibido a menores de 17 años) por parte de la Motion Picture Association of America. Para conseguir la calificación R (prohibido a menores de 17 sin compañía de un adulto, lo cual garantizaría que la película fuera comercialmente viable) Babbit retiró una toma de dos segundos en la que la mano de Graham recorre el cuerpo vestido de Megan, una toma panorámica de abajo arriba del cuerpo de Megan mientras se masturba, y un comentario de que Megan «se comió a Graham» (jerga para referirse al cunnilingus). Babbit fue entrevistada por Kirby Dick para su película documental de 2006 sobre el sistema de calificaciones This Film Is Not Yet Rated. Una crítica del sistema de calificaciones de la MPAA sugiere que las películas con contenido homosexual se tratan de manera sesgada en comparación con las heterosexuales, y que las escenas de sexualidad femenina producen críticas más duras de la MPAA que las de sexualidad masculina. American Pie (estrenada también en 1999), que muestra a un adolescente masturbándose, recibió una calificación R. Babbit señaló que se sintió discriminada por haber realizado una película lésbica. La película recibió la calificación M (audiencias maduras) en Australia, 14A en Canadá, 12 en Alemania y 15 en el Reino Unido.
El estreno de la película tuvo lugar el 12 de septiembre de 1999 en el Festival Internacional de Cine de Toronto, y fue mostrada en enero de 2000 en el Festival de Cine de Sundance. Pasó a mostrarse a continuación en diversos festivales de cine internacional, como el festival Sydney Gay and Lesbian Mardi Gras y el London Lesbian and Gay Film Festival. En Estados Unidos se proyectó por primera vez el 7 de julio de 2000, por medio del distribuidor Lions Gate Films. Fine Line Features tenía previsto distribuir la película, pero abandonó la idea dos meses antes del plazo debido a un conflicto con la empresa de producción de la película, Ignite Entertainment. La película se retiró del cartel a las ocho semanas, habiendo sido distribuida finalmente en un total de 115 salas.
La película salió en DVD de zona 1 el 22 de julio de 2002 por medio de Lions Gate, y el 3 de octubre de 2002 por medio de Universal Studios. Aparte del tráiler, no tiene contenidos adicionales. El DVD de zona 2 salió el 2 de junio de 2003 por medio de Prism Leisure. Además del tráiler, posee una entrevista con Jamie Babbit y contenido detrás de las cámaras.

## Recepción

### Comercial
But I'm a Cheerleader consiguió una recaudación de 2.205.627 dólares en Estados Unidos y 389.589 dólares fuera, en total 2.595.216 en todo el mundo. La película se estrenó un fin de semana en cuatro salas, y en ese mismo fin de semana obtuvo 60.410 dólares, el 2.7% de sus beneficios totales. Según Box Office Mojo, obtuvo el puesto 174 de todas las películas estrenadas en Estados Unidos en el año 2000, y el 74 para las películas con calificación R ese mismo año. En octubre de 2007 alcanzó el puesto 68 en el ranking de películas de temática LGBT.
La película tuvo una gran acogida en el público de los festivales y recibió ovaciones en pie en el San Francisco International Lesbian and Gay Film Festival. Ha sido descrita como una de las películas favoritas del público gay y del circuito de cine independiente.

### Crítica
Las críticas sobre la película fueron principalmente negativas. Rotten Tomatoes otorgó a But I'm a cheerleader una puntuación del 35% sobre la base de 43 revisiones, y Metacritic le otorgó un 39% sobre la base de 30 revisiones. En general, las críticas coinciden en que se trata de una película con muy buenas intenciones pero con fallos. Algunos críticos la encontraron divertida y entretenida con «risas genuinas». Roger Ebert dijo que era el tipo de película que «podría eventualmente convertirse en un clásico en el circuito de culto de medianoche». Otros la encontraron obvia, pesada y exagerada.
Elvis Mitchell, escribiendo para el The New York Times, describió al personaje de Megan como una heroína dulce, y Lyonee y DuVall fueron elogiadas por sus interpretaciones. Mick LaSalle dijo que Lyonne estaba magnífica y que DuVall estaba a su mismo nivel. Marjorie Baumgarten dijo que «tocaba en los temas adecuados». Alexandra Mendenhall, escribiendo para AfterEllen.com, sintió que la relación entre Graham y Megan, que tenían una gran química entre ellas, no tuvo demasiado tiempo de pantalla. Mitchell calificó las escenas de amor como «tiernas».
Otros personajes, especialmente los masculinos, fueron descritos como «chocantes» y «nada salvo meros estereotipos».
Varios revisores compararon la película con las del director John Waters pero sin llegar a dicho nivel. Stephanie Zacharek calificó la película de «imitación de Waters», mientras que Ebert dijo que Waters podría haber sido más basto y más pulido. Babbit señaló que aunque Waters fue una de sus influencias, no quería que una de sus películas tuviera el «mordiente» de las suyas. Señala además que mientras que a John Waters no le gustan las comedias románticas, ellas deseaba narrar una historia romántica convencional. Al contrario, Chris Plante, del sitio web Polygon, expresó que la apariencia del filme «se asemeja más al estilo inteligente, sensiblero y rudimentario de Las aventuras de Pete y Pete y la cultura DIY de la década de 1990». El diseño de producción, tan importante para la apariencia y el ambiente general de la película, recibió críticas de diversa índole. LaSalle lo describió como inteligente y llamativo, mientras que James Berardinelli dijo que era una de las mejores características de la película. Otros lo encontraron obsoleto, exagerado, tipo dibujos animados y horroroso.
Stephanie Zacharek, para Salon.com, dijo con respecto a los temas de orientación sexual y homofobia que Babbit se dirigía a gente que ya sabe todo lo que le están contando. Cynthia Fuchs, de NitrateOnline.com, estaba de acuerdo con esto, señalando que «nadie que sea fóbico podría reconocerse en la película» y que «el público que más se podría beneficiar de ver esta película no la verá o no le verá el sentido». David Edelstein dijo que la ausencia de múltiples perspectivas en la película genera una ausencia de tensión dramática, y lo califica de contrapropaganda vaga. Por el contrario, LaSalle dijo que «la película consigue realizar un sentido mensaje sobre las dificultades de crecer siendo gay» y Timothy Shary dijo que la película desafía abiertamente a la homofobia y ofrece apoyo a los espectadores adolescentes gais. Chris Holmlund señaló que la película muestra que la identidad queer es multifacética, empleando como ejemplo la escena en que los ex ex gais le dicen a Megan que no existe un modo único de ser lesbiana.
Las revisiones desde los medios de comunicación LGBT fueron similares a los de la prensa general. Jan Stuart dijo en The Advocate que aunque la película intenta subvertir los estereotipos sobre los gais, no lo consigue. La calificó de entumecedoramente cruda, y remarcó que el retrato kitsch de la América profunda no tiene nada que ver con los adolescentes gais de hoy. Mendenhall para AfterEllen.com señaló que la historia era predecible y los personajes estereotipados. A pesar de estos comentarios dijo que la película era en general divertida y entretenida. La revista Curve afirmó que la película era una comedia increíble y que con este y sus otros trabajos, Babbit ha redefinido el cine lésbico.

### Premios
La película ganó el Premio del Público y el Premio Graine de Cinéphage en el Festival Internacional de Cine de Mujeres de Créteil del 2000, un festival francés anual que presenta el trabajo de las mujeres directoras. También ese año fue nominada para los premios de la Political Film Society de Estados Unidos en las categorías de Derechos Humanos y Exposé, pero perdió frente a The Green Mile y Boys don't cry respectivamente.

## Música
El compositor de But I'm a Cheerleader fue Pat Irwin. La banda sonora original de la película nunca ha salido a la venta en CD. Los artistas que la componen pertenecen al género indie, tales como Saint Etienne, Dressy Bessy y April March. RuPaul contribuyó en una canción, Party Train, con la que el personaje de Eddie Cibrian, Rock, se muestra en la película bailando a su son.

### Listado de canciones
1. Chick Habit (Laisse tomber les filles) (Elinor Blake, Serge Gainsbourg) interpretada por April March.
2. Just Like Henry (Tammy Ealom, John Hill, Rob Greene, Darren Albert) interpretada por Dressy Bessy.
3. If You Should Try and Kiss Her (Ealom, Hill, Greene, Albert) interpretada por Dressy Bessy.
4. Trailer Song (Courtney Holt, Joy Ray) interpretada por Sissy Bar.
5. All or Nothing (Cris Owen, Miisa) interpretada por Miisa.
6. We're in the City (Sarah Cracknell, Bob Stanley, Pete Wiggs) interpretada por Saint Etienne.
7. The Swisher (Dave Moss, Ian Rich) interpretada por Summer's Eve.
8. Funnel of Love (Kent Westbury, Charlie McCoy) interpretada por Wanda Jackson.
9. Ray of Sunshine (Go Sailor) interpretada por Go Sailor.
10. Glass Vase Cello Case (Madigan Shive, Jen Wood) interpretada por Tattle Tale.
11. Party Train (RuPaul) interpretada por RuPaul.
12. Evening in Paris (Lois Maffeo) interpretada por Lois Maffeo.
13. Together Forever in Love (Go Sailor) interpretada por Go Sailor.

## Adaptaciones
En 2005 el Festival musical de teatro de Nueva York presentó una adaptación teatral musical de But I'm a Cheerleader escrita por el libretista y letrista Bill Augustin y el compositor Andrew Abrams. Con 18 canciones originales, fue dirigida por Daniel Goldstein, mientras que Chandra Lee Schwartz hacía de Megan. Estuvo en cartel durante el mes de septiembre de 2005 en el teatro de St. Clement de Nueva York.